# Kiss Sándor (politikus, 1918–1982)

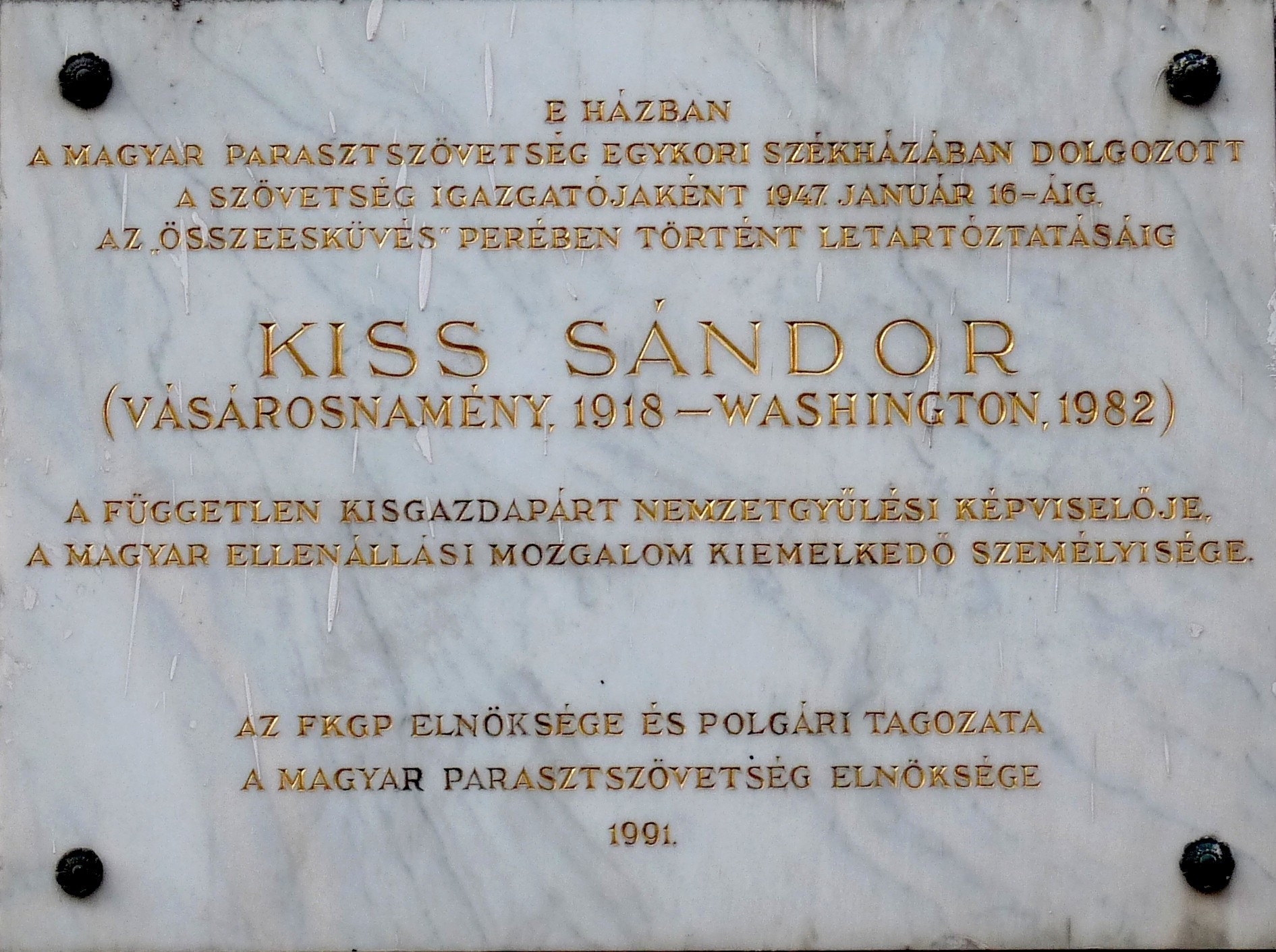
Emléktáblája Budapest V. kerületében

Kiss Sándor (Vásárosnamény, 1918. március 19. – Washington, 1982. szeptember 22.) a Soli Deo Gloria Református Diákszövetség országos vezetője, a „bibliás politikus”, kisgazda képviselő, a Parasztszövetség igazgatója, 1956-os emigráns.

## Életpálya
Kisparaszti családban született, Kiss Sándor földműves és Siket Eszter református szülők gyermekeként. A polgári iskola, majd a Sárospataki Református Tanítóképző Intézet elvégzése után a Debreceni Református Kollégium Tanárképző Intézetében folytatta tanulmányait, de egy szűk félév után átment a szegedi Állami Polgári Iskolai Tanárképző Főiskolára, ahol 1937–1941 között folytatta tanulmányait és magyar–történelem szakon végzett. 1943-ban az Apponyi Kollégiumban tanítóképző intézeti tanári képesítést szerzett. Már főiskolásként bekapcsolódott az ifjúsági mozgalomba. Sárospatakon a Soli Deo Gloria Református Diákszövetség helyi szervezetének vezetője lett. Szegedi Kiss Sándor-nak hívták, hogy megkülönböztessék dr. Kiss Sándor budapesti lelkésztől, aki szintén igen aktív tagja volt a szövetségnek.
Szegeden belépett a Bethlen Gábor Körbe, tagja volt a Márciusi Front ottani csoportjának, ezért két évig rendőri felügyelet alatt állt. A csoport harcot indított Móra Ferenc szobra felállításáért a közművelődési palota előtt. A természetesen szociális gondolkodású neves író ugyanis 1919-es szereplése miatt akkor rovott múltú személynek számított, mivel hozzáférhetővé tette az elzárt nemzeti kincseket a közművelődési palotában.
Részt vett a Táj- és Népkutató Intézet által 1939-ben, Tiszaderzsen szervezett táborban. Először ez év nyarán a kiskunmajsai kutatótáborban vett részt. A táborok résztvevői általában néprajzos hallgatók, vagy szociográfiával, gazdaságföldrajzzal foglalkozó egyetemisták, főiskolások voltak Szegedről, és a Pázmány egyetemről. Kiss Sándorra olyan mély hatást gyakorolt a táj- és népkutatás, hogy a következő években a nyári és téli kutatótáborok munkájában is részt vett, így alkalma volt olyan résztvevőkkel találkozni, mint: Boross Lajos, Fehér Gyula, Kelemen Sándor, Márkus István. A táborok vezetői voltak rendszerint Mádi Zoltán a Táj- és Népkutató Intézet igazgatója, Tálasi István, Malány Mihály, Kovács Péter, Kádár Zoltán. Tálasi István és Györffy István vezetésével a kunok betelepedésének 700. évfordulójára, 1941-re tervezett monográfia anyaggyűjtését végezték.
1940. évi megalakulásától fontos szerepet játszott a demokratikus szellemiségű Szegedi Egyetemi Ifjúság elnevezésű szervezet tevékenységében, rendszeresen írt lapjába, a Szegedi Hídba. Irányította a Magyarságismereti Munkaközösség munkáját. Parasztfiatalok számára kéthetes népfőiskolai tanfolyamot szervezett.
1942 őszén behívták katonának, de egy év múlva leszerelték. 1943-ban Budapestre költözött, a Teleki Pál Tudományos Intézet munkatársa lett. Tudományos munkája mellett elvállalta a Hársfa utcai Diákok Háza kollégiumi nevelőtanári állását. Dolgozott a Györffy István alapította Táj- és Népkutató Intézet számára is. 1943–1944-ben, a Bereczky Albert református lelkész kezdeményezésére alakult ún. Kaláka-szolgálat végrehajtó bizottságának tagja.
1943 őszén, Budapesten ismerkedett meg Ibrányi Évával, akit 1946. október 27-én vett el feleségül. Esküvőjükön részt vett Tildy Zoltán köztársasági elnök, Nagy Ferenc miniszterelnök és Varga Béla házelnök is.
1944. március elején részt vett a Diákegység Mozgalom hódmezővásárhelyi országos értekezletén. A német megszállás alatt bekapcsolódott az ellenállási mozgalomba a diákellenállás vonalán.
Amikor 1944 márciusában a hitleri Németország megszállta Magyarországot, (...) kötelességemnek éreztem, hogy életre-halálra harcoljak a fasizmus ellen. Így lettem a földalatti Magyar Diák-ellenállási Mozgalom vezetője... Az embertelenség, a megalázás, a kínzás, az emberi méltóság megfosztása soha sem absztrakt, mindig vért és valóságot jelent. Örüljünk annak, hogy olyan világban élhetünk, ahol ez csak a bűnözők világában fordulhat elő. Nem kell feltétlenül megtapasztalnunk, anélkül is átérezhetjük a kínzottak, üldözöttek, megalázottak, eltiportak helyzetét. Az emberiség arra kötelez bennünket, hogy mindig az ő oldalukon álljunk. Ha csak tehetjük, segítsük emberibbé tenni a világot.
1944 áprilisában az illegalitásban élő Tildy Zoltánnal, a Független Kisgazdapárt vezetőjével létesített kapcsolatot, majd májustól a Magyar Fronttal is kapcsolatban állt. 1944 júliusában illegálisan létrehozták a Szabad Élet Diákmozgalmat, amelynek egyik vezetője lett, s szerkesztette a Magyar Ifjúság című folyóiratot. Ugyanebben az évben Bereczky Albert, aki fiaként szerette, presbiterré választatta, majd 1946-ban zsinati tagnak javasolta, később a Zsinati Tanács tagjává megválasztották.
A nyilaspuccs után a Magyar Ifjúság Szabadság Frontja megbízása alapján ő volt az összekötő a diákszervezet és a Magyar Front, illetve a Magyar Nemzeti Felkelés Felszabadító Bizottsága között. A Görgey-zászlóalj egyik szervezőjeként részt vett a partizánakciókban. 1944. december 12-én tizenhárom társával a nyilas Nemzeti Számonkérő Szék emberei elfogták, a Margit körútra, majd különböző helyekre, végül a Skót Misszió Vörösmarty utcai, nyilasok által birtokolt épületrészének alagsorába vitték. 1945. január 13-án az épület másik felében bujkáló Gombos Gyula segítségével csatlakozott Tildy Zoltánhoz és Bereczky Alberthez, akik családjukkal szintén ott rejtőztek. Hamis papírokkal sikerült elhagyniuk az épületet, Budapest felszabadításáig bujkáltak.
1945. január 18-án belépett a Független Kisgazdapártba. A tanulmányi csoport tagjaként részt vett a párt ideiglenes programjának kidolgozásában, de a pártvezetőség harmadikutas „szövetkezeti szocializmus” koncepcióját nem fogadta el. 1945. február 8-ától a Magyar Demokratikus Ifjúsági Szövetség ideiglenes budapesti elnöke, április 23-ától országos alelnöke volt. Nem értett egyet azzal, hogy az ifjúsági mozgalomban a kommunisták kizárólagos vezető szerepre törekedtek, ezért május 10-én kivált a szervezetből. Közben a beregi községekben részt vett a földreform lebonyolításában.
1945. május 16-ától október 7-ig a budapesti törvényhatósági bizottság tagjává vált. 1945 májusában Nagy Ferenc megbízta a Magyar Parasztszövetség újjászervezésével, amelynek hivatalosan 1945. augusztus 19-én főtitkára, igazgatója lett. 1945. június 24-én Veszprém képviseletében beválasztották az Ideiglenes Nemzetgyűlésbe.
1945. augusztus 20-tól az FKGP Országos Intézőbizottságának, 1946. szeptember 7-től politikai bizottságának a tagja. 1945. november 4-étől a Szabolcs és Szatmár-Bereg vármegyei választókerületből nemzetgyűlési képviselő, bekerült a parlament politikai bizottságába. 1945–1946-ban az FKgP-t képviselte az Országos Szabadművelődési Tanácsban, valamint a Magyar Népművelési Intézet elnöki tanácsában. A parasztszövetség érdekkörébe tartozó Magyar Parasztok Értékesítő, Beszerzési és Fogyasztási Szövetkezete egyik megalapítója és igazgatósági tagja volt.
Az 1946. szeptember 7–9-i politikai erődemonstrációnak szánt Országos Parasztnapok egyik főszervezője. 1947. január 16-án a Magyar Közösség ún. köztársaság-ellenes összeesküvése kapcsán koholt vádak alapján letartóztatták. Az FKGP Politikai Bizottsága 1947. február 4-én kizárta a pártból. 1947. augusztus 29-én a Mistéth-perben két és fél év fegyházra ítélték. Első gyermeke – Borbála – pont ezen a napon, az ítélethirdetés napján született. Az ítéletet a Népbíróságok Országos Tanácsa 1948. március 3-án három évre emelt fel, melyből 33 hónapot letöltött. A sors iróniája, hogy egy cellába kerül azzal a csendőr-főhadnaggyal, aki 1944 végén, miközben különböző kínzásokat végeztetett rajta, a 90. zsoltárt énekeltette vele.
Börtönévei alatt felesége és kislánya Hajdúnánáson, felesége szüleinél élt. 1949. október 15-i szabadulásakor hazament szülőfalujába, ahol nemcsak a családja várta, hanem egész tömeg vonult elé, hogy lássák és szót válthassanak vele. Látva tömegmegmozgató hatását, minden lépését ÁVO-sok figyelték és rendőri felügyelet alá helyezték. Előbb téglagyári munkás, majd 1952-ig kubikos a Betonútépítő Vállalatnál. 1952-től segédmunkás, majd villanyszerelő szakmunkás az Épületvilágítás-szerelő Vállalatnál, 1955-től pedig a Talajjavító Vállalatnál. A családja biztonságát szem előtt tartva 1956-ig nem vett részt a politikai életben.
1956. október 23-án este ott volt feleségével a parlamentnél tüntető tömegben, majd a Szikra nyomdához vonultak, hogy kikényszerítsék egy a forradalom követelményeit összefoglaló 16 pontos röplap kinyomtatását. A következő napokban részt vett a Független Kisgazdapárt, majd a Magyar Parasztszövetség újjászervezésében. Feleségével együtt ment október 31-én a Parlament stúdiójába, hogy rádióbeszédet mondjon. Kiss Sándorné így idézte az eseményeket: „akkor találkoztunk a folyosón Tildy Zoltánnal, aki megölelt bennünket, s azt mondta, hogy Gyerekek, emlékszem az esküvőtökre! (Pontosan 10 éve volt.)”
Kiss Sándor rádiónyilatkozata, melyben előbb az egész magyar néphez szól, jól tükrözi a forradalom hangulatát:
Magyarok! Parasztok! Testvéreim! Forradalom tüze ég most Magyarországon. Tíz keserves esztendő minden szennye-piszka ég el ennek tűzében. Megszabadult a nép, felkelt a nép. Mint alvó tűzhányó kitörése, olyan a nép megmozdulása. Ifjúságunk forradalma, hősiessége, szabadsága ragyogó sorokat írt be a magyar történelembe. Egy ezeréves nép csodálatos öntudata, bölcsessége, tehetsége, izzó és elfojthatatlan szabadságszeretete és embersége formál és alakít most új életet a Duna-Tisza táján.
November 3-án délután részt vett a Parasztszövetség országos értekezletén, melyen a parasztság és mezőgazdaság jövőjéről volt szó. A kolhozosítás minden fajtáját elutasították és úgy határoztak, hogy november 4-én Kiss Sándor újra rádióbeszédet mond, de erre a szovjet beavatkozás miatt már nem kerülhetett sor. Az országba özönlő szovjet tankok meghiúsítottak minden realizálhatónak tűnő álmot és akiket korábban meghurcoltak, azokban jogos aggodalomként merült fel a menekülés gondolata, ahogy Kiss Sándorban is. Menekülnie kellett, mivel tudta, hogy reá, mint politikai vezetőre ismét hosszú börtön vagy Szibériába deportálás vár, s lehet, hogy valamelyik munkatáborban pusztul el. 1956. november 9-én elhagyta Budapestet, majd átlépte a magyar–osztrák határt. Bécsben várta be a családját, akik november 18-án hagyták el Budapestet. Lányai, Borika 9, Ágnes 6 évesek voltak. Felesége nyilatkozata szerint, férje egy általa soha nem vágyott világba menekül, de ez érthető kellett legyen: „hogy Sándor a forradalom után kijött Nyugatra, az teljesen érthető. Fizikailag, ki tudja, bírta volna-e a harmadszori kínzásokat. Göncz Árpád szerint nem.”
Kiss Sándor és családja 1956. november 30-án kapott osztrák útlevelét. Igen aktív szerepet vállalt az emigrációban. Még az útlevelére várva, 1956 novemberében Bécsben tagja lett az emigráns Független Kisgazdapárt Intézőbizottságának. Az 1957. januári strasbourgi alakuló kongresszuson a Magyar Forradalmi Tanács titkárává választották, majd 1958 márciusától a Magyar Bizottságnak is tagja lett.
Az Egyesült Államokban telepedett le, ahol tanúvallomást tett az ENSZ vizsgálóbizottsága előtt. 1957–1958-ban a Szabad Magyarország Nemzeti Képviselet főtitkári tisztét is ellátta. Az amerikai kormányzat által fenntartott Szabad Európa Bizottságnál kapott állást, majd 1963-tól a New York-i Kelet-Európai Intézet munkatársa. Közben szerkesztője az East Europe című folyóiratnak (1959–1970), majd a Magyar Disputának és a Kanadában megjelenő Kanadai Magyar Hírlapnak (1959–1965).
Hosszú évek szenvedésében, a börtönben éppúgy, mint a hadifogságban, megmutatkozik, hogy ki milyen ember. Emberségből, erkölcsből ott lehet vizsgázni és abban, azt hiszem, egyet értünk, hogy erkölcs nélkül nincsen igazi élet, politika sincsen. Van a politikának egy más fajtája, de elég baj, hogy van.
Kiss Sándor hazaszeretetét ékesen példázza New Brunswickban, New Jerseyben mondott beszéde. Ennek bevezető szakasza így hangzik:
Kevés olyan sorsverte népe van a világnak, mint a magyar. 500 évvel ezelőtt még annyi a számunk, mint az angol népé, a legnagyobb nemzetek sorában foglalunk helyet. Míg az angol nép azóta két világbirodalmat hozott létre, és saját országán kívül megteremtette az Amerikai Egyesült Államokat is, a világ jelenleg leghatalmasabb államát, addig mi folytonos küzdelemben elvéreztünk a Duna-Tisza táján, Kelet és Nyugat választóvonalán, legtöbbször Nyugat védelmében. Testünkkel tartottuk fenn a keletről és délről folyton megújuló támadásokat. Hullott, veszett a magyar, romba dőltek templomai, városai, üszkös romokká lettek felégett falvai, lemészárolt férfiait keselyűk és sasok ették a csatatereken, rabszíjra fűzött asszonyait, leányait és gyermekeit elnyelte a hatalmas ozmán birodalom. Ez utóbbiakból nevelte fel legvitézebb, legbátrabb katonáit, a janicsárokat... Történelmünk szakadatlan küzdelem nemzeti létünkért, függetlenségünkért, szabadságunkért, belső és külső elnyomók ellen. Forradalmaink legtöbbször szabadságharcokká váltak, sorsszerű kényszerrel, tragikusan. Utolsó ötszáz évünk csupa nagy fellángolás és hulló tragédia.
1971-től az Amerika Hangja washingtoni központjában dolgozott haláláig. Részt vett az amerikai reformátusok életében is, 1965 és 1969 között az Amerikai Magyar Református Egyház főgondnoki tisztét töltötte be.
Soha nem térhetett haza, 1982-ben halt meg, autóbaleset következtében.